# George Frederick Kunz
Pour les articles homonymes, voir Kunz.
 (septembre 2022).
Si vous disposez d'ouvrages ou d'articles de référence ou si vous connaissez des sites web de qualité traitant du thème abordé ici, merci de compléter l'article en donnant les références utiles à sa vérifiabilité et en les liant à la section « Notes et références ».
George Frederick Kunz est un minéralogiste américain né le 29 septembre 1856 à New York et mort le 29 juin 1932 dans la même ville. 
Il est un des principaux inspirateurs de l'unité du carat pour les pierres précieuses.  

## Biographie

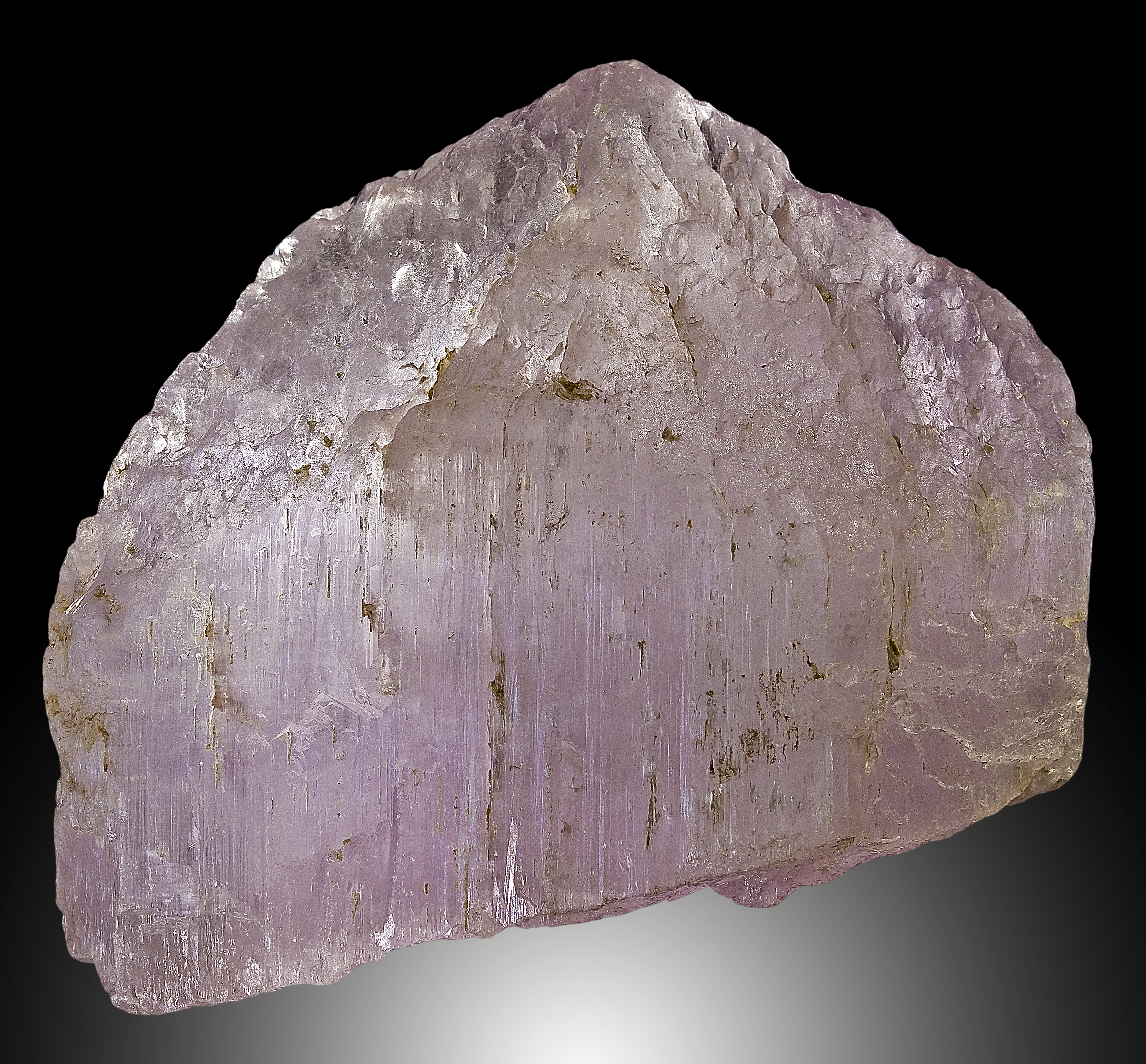
Kunzite gemme du Nouristan.

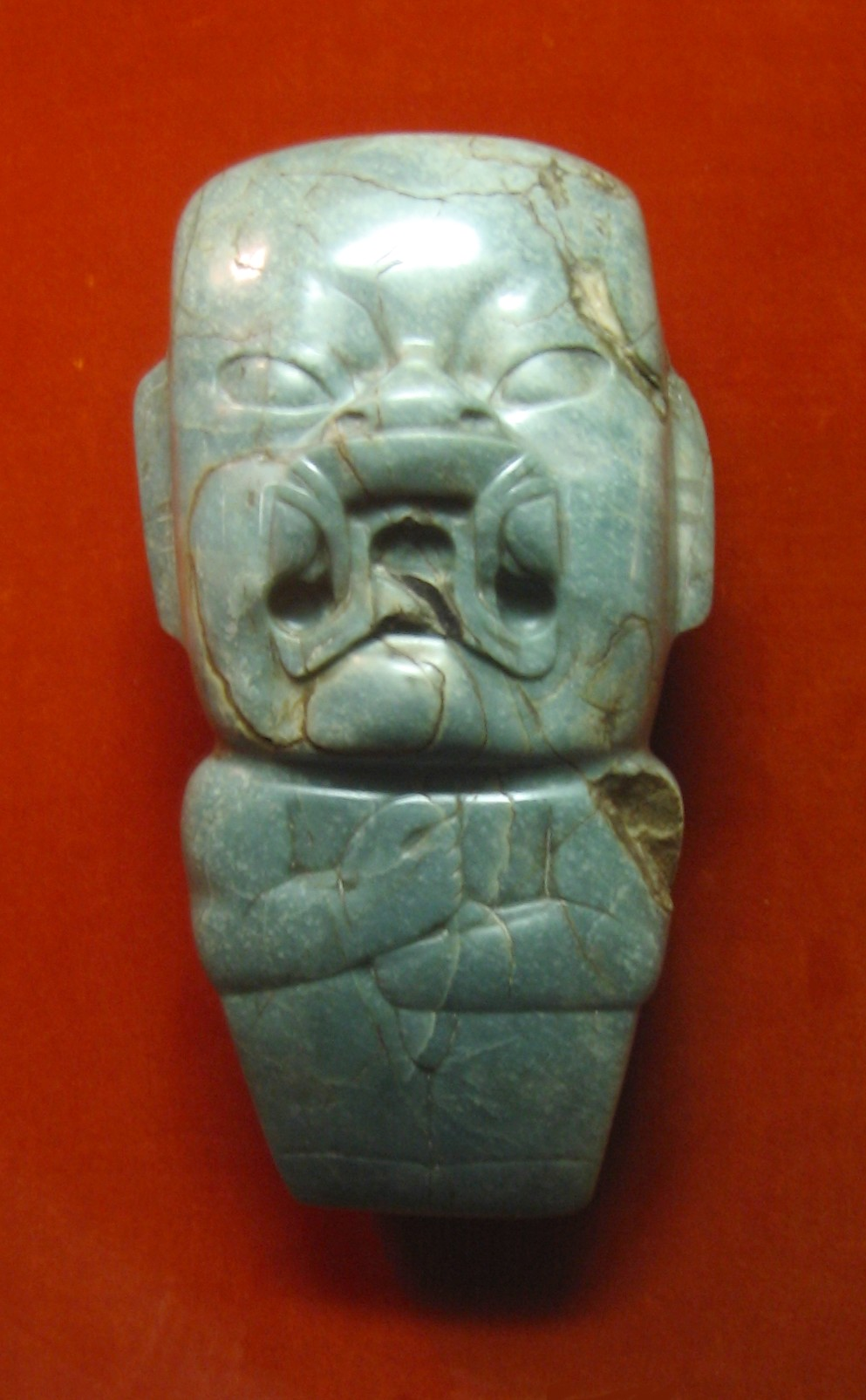
Le célèbre Kunz Ax, trouvé dans les collines d'Oaxaca en 1890. Il est nommé ainsi d'après son découvreur, George F. Kunz. Cette hache votive a été l'un des premiers objets à être identifié comme appartenant à la civilisation Olmèque.

George Frederick Kunz a commencé très jeune à s'intéresser aux minéraux. Dès son adolescence, il amasse une collection de près de 4 000 objets qu'il vend pour 400 dollars à l'université du Minnesota. Il n'a pas suivi de parcours universitaire, il a travaillé seul dans les livres et sur le terrain. 
Ses talents d'expert lui ont permis d'être employé par la Tiffany & Co. et ses connaissances et son enthousiasme l'ont propulsés à la vice-présidence de cette entreprise. Il a alors seulement 23 ans. 
Il a dirigé les pavillons miniers et minéralogiques des États-Unis lors des expositions internationales à Paris (1889), Chicago (1893), Atlanta (1895), Paris (1900), et Saint-Louis (1904).
Il a été membre de la Société minéralogique d'Amérique, de l'Association américaine pour la promotion de la science, de l'Académie des sciences de New York (dont il a été vice-président), du Club de minéralogie de New York, de l'American Scenic et Preservation Society (dont il a été président), de la Société américaine de chimie, de l'Institut américain du génie minier et de la métallurgie (dont il a été vice-président).
Il a fondé le musée des arts pacifiques en 1913. Il a été chargé de constituer la collection de pierres précieuses Morgan-Tiffany pour le musée américain d'histoire naturelle.
Il a travaillé pour l'Institut d'études géologiques des États-Unis de 1883 à 1909 dans un laboratoire de recherche du musée d'histoire naturelle de New York. Il est alors le premier défenseur à la mise en place internationale du carat comme unité de mesure pour des pierres précieuses.
- En 1902 il découvre une variété rose de spodumène qui lui sera dédiée : la kunzite, dont la forme gemme est très recherchée.

## Œuvre scientifique
- George Frederick Kunz (dir.), Charles Hugh Stevenson, Mathilde Laigle, The Book of the Pearl : The History, Art, Science and Industry of the Queen of Gems, 548 p.
- The Curious Lore of Precious Stones : Being a Description of Their Sentiments and Folk Lore,
- Superstitions, Symbolism, Mysticism, Use in Medicine, 406 p.
- Rings for the Finger : From the Earliest Known Times to the Present, With Full Description of the Original, Early Making, Mterials, the Archaeology, 381 p.
- The Magic of Jewels and Charms, 494 p., 1997 (réimpression)